# Coulée Bonito
Pour les articles homonymes, voir Bonito (homonymie).
La coulée Bonito (Bonito Lava Flow en anglais) est une coulée de lave située dans le comté de Coconino, en Arizona, dans le sud-ouest des États-Unis. Issue du cratère Sunset, elle est pour l'essentiel protégée au sein du Sunset Crater Volcano National Monument, un monument national géré par le National Park Service. Elle est parcourue par plusieurs courts sentiers de randonnée, parmi lesquels le A'a Trail et le Lava Flow Trail.